# Witold Kaetanowitsch Bjalynizki-Birulja

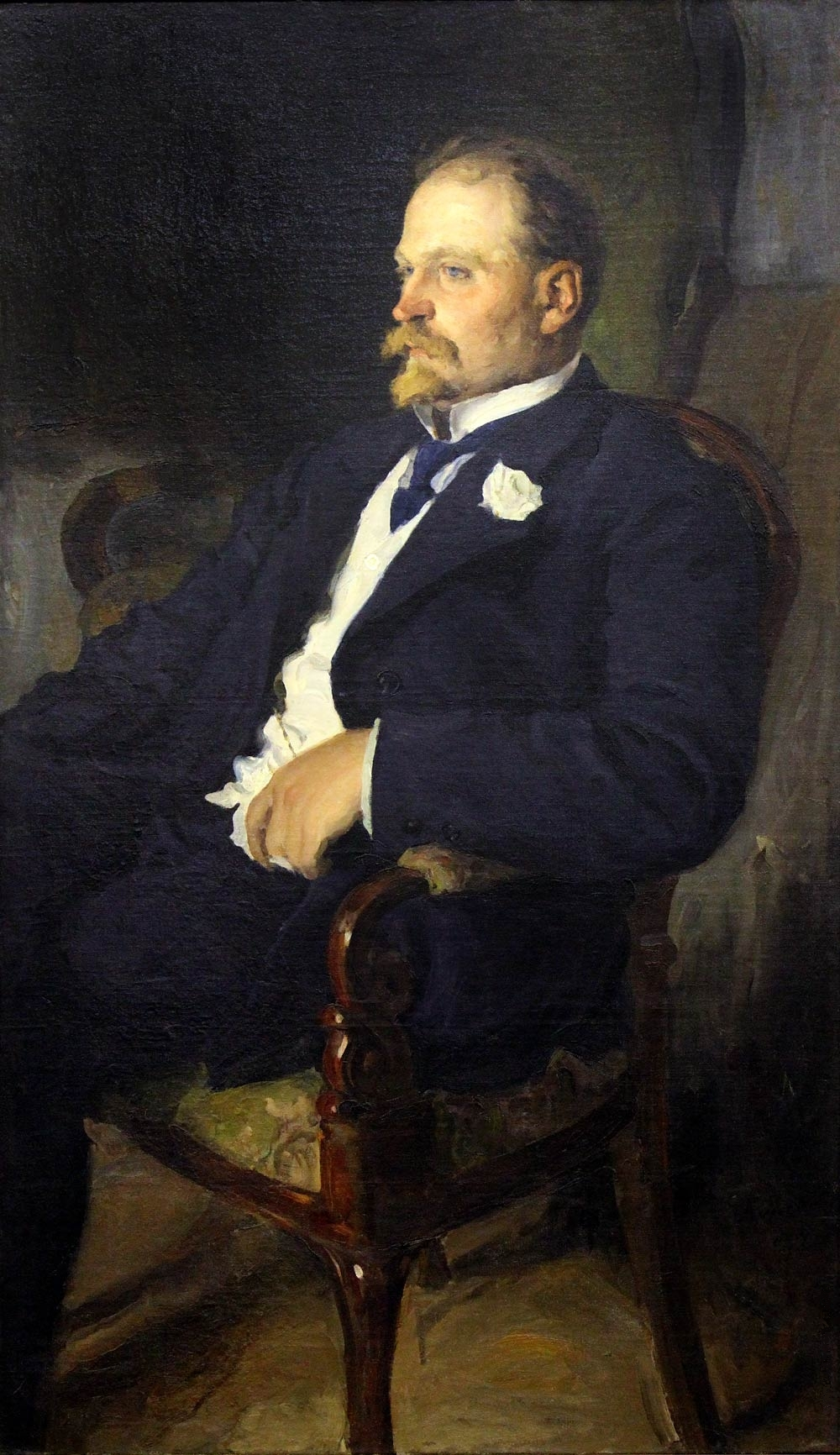
Porträt des Witold Kaetanowitsch Bjalynizki-Birulja von Alexander Moravov

Witold Kaetanowitsch Bjalynizki-Birulja (belarussisch Вітольд Каэтанавіч Бялыніцкі-Біруля, russisch Витольд Каэтанович Бялыницкий-Бируля; * 12. Februar 1872 in Krynki; † 18. Juni 1957 in Moskau) war ein belarussischer Maler. 

## Leben
Bjalynizki-Birulja absolvierte von 1885 bis 1889 eine Ausbildung in der Zeichenschule Kiew bei Mykola Muraschko und studierte anschließend von 1889 bis 1897 an der Moskauer Hochschule für Malerei, Bildhauerei und Architektur bei Sergei Alexejewitsch Korowin, Wassili Dmitrijewitsch Polenow und Illarion Michailowitsch Prjanischnikow. Ab 1904 war er Mitglied der Künstlergruppe der Peredwischniki. Er gehörte dem Verband russischer Künstler an, ab 1922 auch der Assoziation der Künstler des revolutionären Russland.

## Auszeichnungen

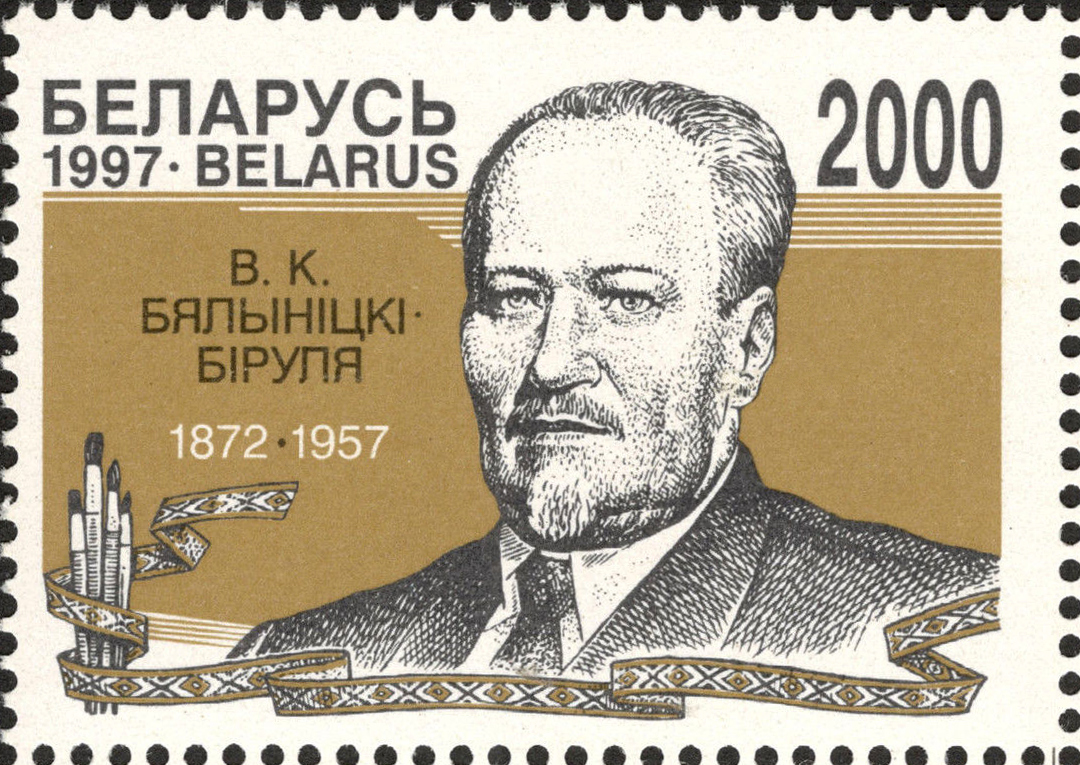
Briefmarke zum 40. Todestag von Bjalynizki-Birulja

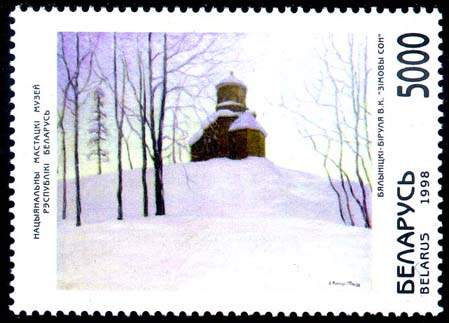
Briefmarke mit dem Gemälde „Wintertraum“

- 1901: Gold-Medaille Kaukasus-Jubiläums-Ausstellung
- 1908: Titel Akademiker der Akademie St. Petersburg
- 1911: Gold-Medaille Internationale Ausstellung München
- 1937: Verdienter Kunstschaffender der Russischen Föderation
- 1944: Nationalkünstler der Belarussischen SSR
- 1947: Nationalkünstler der Russischen Föderation
- 1947 Mitglied der Akademie der Künste der UdSSR und Ehren-Mitglied der Belarussischen Akademie der Wissenschaften
- 1982 wurde ein Bjalynizki-Birulja-Museum in Mahiljou eröffnet, 1986 in Bjalyniči
- Im Jahr 1997 wurde von der belarussischen Post zum 40. Todestag von Bjalynizki-Birulja eine Briefmarke herausgegeben. 1998 erschien eine weitere Briefmarke mit dem bekanntesten Gemälde Bjalynizki-Biruljas „Wintertraum“.

## Werk
Bjalynizki-Birulja war ein Vertreter der poetischen Landschaftsmalerei in der Tradition der realistischen Landschaftsmalerei in Russland.

## Ausstellungen (Auswahl)

### Einzelausstellungen
- 1937: Zentralhaus der Roten Armee
- 1944: Tretjakow-Galerie
- 1947: Ausstellungssaal der Moskauer Künstlergenossenschaft
- 1962: Minsk
- 1986: Tallinn
- 2015: Witold Byalynitsky-Birulya: the master of poetic landscape, Litauisches Kunstmuseum, Vilnius[1]

### Gruppenausstellungen
- 1956: Biennale di Venezia
- 1960: La peinture Russe et Soviétique, Musée national d'art moderne, Paris